# Tiarocera rhinoceros
Tiarocera rhinoceros är en skalbaggsart som beskrevs av Hippolyte Louis Gory och Achille Rémy Percheron 1833. Tiarocera rhinoceros ingår i släktet Tiarocera och familjen Cetoniidae. Inga underarter finns listade i Catalogue of Life.